# Vũ Hữu Quý
Vũ Hữu Quý (sinh ngày 10 tháng 2 năm 1993) là một cầu thủ bóng đá chuyên nghiệp người Việt Nam hiện thi đấu ở vị trí hậu vệ cho câu lạc bộ Công an Hà Nội tại V.League 1.